# Anthony Turgis
Anthony Turgis (født 16. maj 1994 i Bourg-la-Reine) er en professionel cykelrytter fra Frankrig, der er på kontrakt hos Team TotalEnergies.